# Shin’ichirō Miki

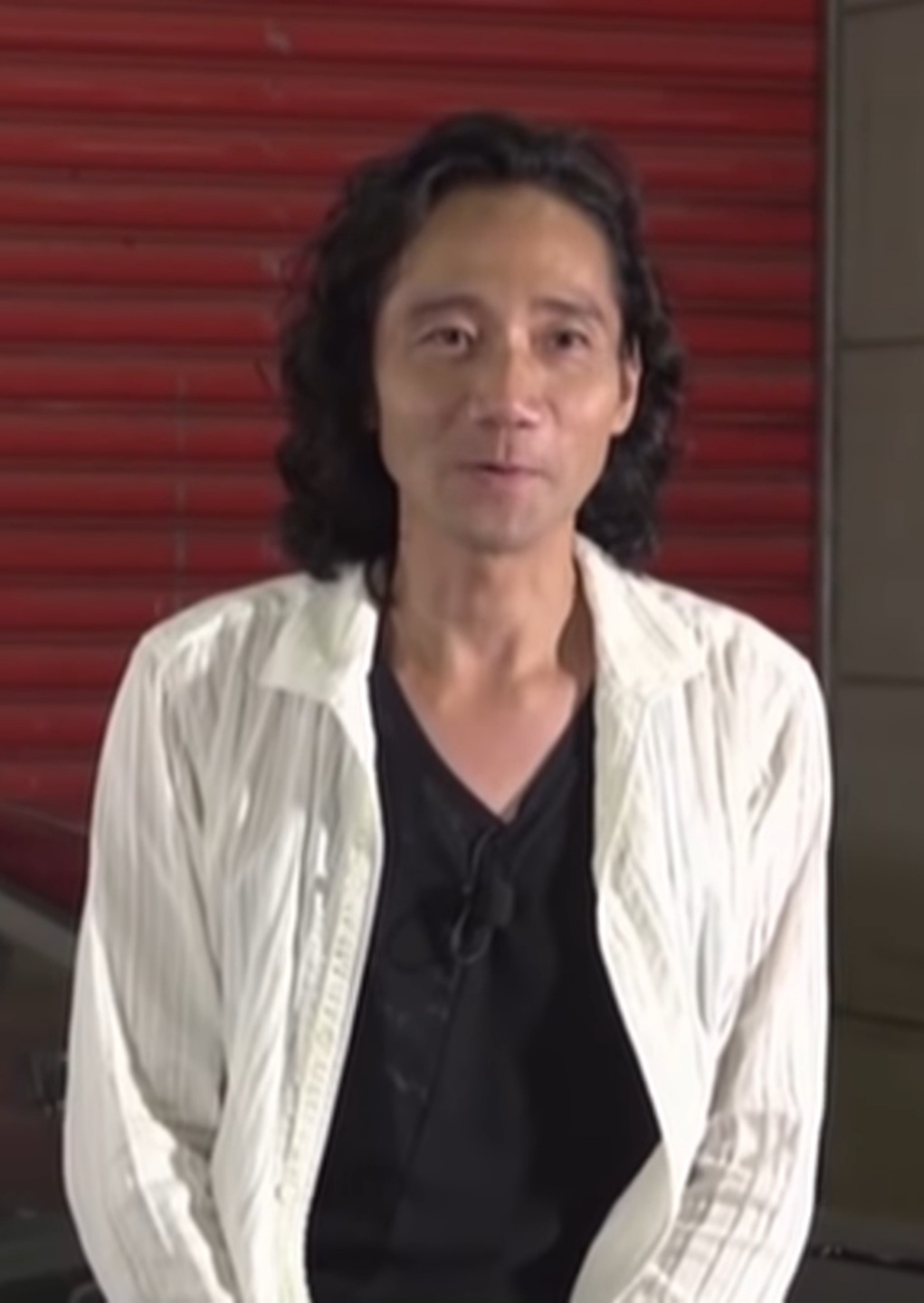
Shin’ichirō Miki

Shin’ichirō Miki (jap. 三木 眞一郎, Miki Shin’ichirō, * 18. März 1968 in Tokio) ist ein japanischer Synchronsprecher (Seiyū). Er gehört der Agentur 81 Produce an.

## Leben und Wirken
Einige seiner bekanntesten Rollen sind Kojirō in der Pokémon-Serie und den Filmen, Takumi Fujiwara in Initial D, Kurz Weber in der Full Metal Panic! Serie, Asato Tsuzuki in Yami no Matsuei, Kisuke Urahara in Bleach und Lockon Stratos in Kidō Senshi Gundam 00. 2010 erhielt er zusammen mit Daisuke Namikawa bei den 4. Seiyū Awards die Auszeichnung zum besten Nebendarsteller für die Rollen Roy Mustang in der Serie Fullmetal Alchemist und Lockon Stratos in Kidō Senshi Gundam 00.

## Rollen (Auswahl)

### Anime
| - Ab sofort Dämonenkönig! (Shin Ō) - Antique Bakery (Yūsuke Ono) - Arms (Hayato Shingū) - Ayashi no Ceres (Mikagi) - Batman: Gotham Knight (Bruce Wayne/Batman) Folge 3 - Bleach (Kisuke Urahara) - D.Gray-man (Bak Chang) - Darker than Black (Eric Nishijima) - Detektiv Loki (Ryūsuke Yamino) - El Cazador (Heinrich Schneider) - Expelled from Paradise (Zarik „Dingo“ Kajiwara) - Fate/stay night (Assassin/Sasaki Kojirou) - Full Metal Panic! (Kurz Weber) - Fullmetal Alchemist (Roy Mustang) - Gintama (Tatsuma Sakamoto) - Grandpa and Grandma Turn Young Again (Shōzō Saitō) - Gravitation (Taki Aizawa) - Haru wo Daiteita (Yōji Katō) - Hatenkō Yūgi (Baroqueheat) - Hakuouki Shinsengumi Kitan (Toshizo Hijikata) - In a Distant Time (Minamoto no Yorihisa) - Initial D (Takumi Fujiwara) - Kaikan Phrase (Yuki) - Mai-HiME (Ishigami-Sensei) - Kidō Senshi Gundam 00 (Lockon Stratos) | - Kūchū Buranko (Hoshiyama) - Naruto (Mizuki) - Nisemonogatari (Deishū Kaiki) - No. 6 (Yoming) - Otogizōshi (Mansairaku) - Papa to Kiss in the Dark (Kyōsuke Munakata) - Paradise Kiss (Seiji Kisaragi) - Pokémon (Kojirō) - Rideback (Romanov Karenbach) - R.O.D – the TV (Lee Linho) - Salaryman's Club (Tatsuru Miyazumi) - Samurai 7 (Kyuzo) - She, The Ultimate Weapon (Tetsu) - Strait Jacket (Reiot Stainbarg) - Sukisho (Shin’ichirō Minato) - Tenjo Tenge (Bob Makihara) - The Magical Girl and The Evil Lieutenant Used to Be Archenemies (Engelskatze) - The Vision of Escaflowne (Allen Schezar) - Trinity Seven (Biblia Gakuenchou) - Wangan Midnight (Tatsuya Shima) - Wedding Peach (Kazuya Yanagiba/Limone) - Weiß Kreuz (Yōji Kudō) - Yami no Matsuei (Asato Tsuzuki) |

### Ausländische Produktionen
| - 28 Days Later (Jim (Cillian Murphy)) - Aladdin (Aladdin) - Baywatch – Die Rettungsschwimmer von Malibu (Logan) - Bowling for Columbine (Marilyn Manson) - Die Bourne Identität (Jason Bourne (Matt Damon)) - Die Legende vom Ozeanpianisten (Danny Boodmann T. D. Lemon Nineteen Hundred '1900' (Tim Roth)) - Die vier Federn (Harry Faversham (Heath Ledger)) - Felicity (Ben Covington) - Final Destination (Alex Chance Browning) | - Grease (Danny (John Travolta)) - Hairspray (Link Larkin) - October Sky (Homer Hickam (Jake Gyllenhaal)) - Scream – Schrei! (Billy Loomis (Skeet Ulrich)) - Tatsächlich… Liebe (Karl) - Thomas, die kleine Lokomotive - The Birdcage – Ein Paradies für schrille Vögel (Val Goldman) - The Return of the Condor Heroes (Yang Guo (Huang Xiaoming)) - RWBY (Roman Torchwick) |